# Charniidae
Charniidae foi uma Família de animais semelhantes a frondes que viveram durante o período Ediacarano.